# سيباستيان خيمينيز
سيباستيان خيمينيز (بالفرنسية: Sébastien Gimenez) هو لاعب كرة قدم فرنسي في مركز حراسة المرمى، ولد في 21 مارس 1974 في أفينيون في فرنسا. لعب مع نادي أرليه أفينيون ونادي سيت ونيم أولمبيك.